# Homalia dendroides
Homalia dendroides là một loài rêu trong họ Neckeraceae. Loài này được Reichardt mô tả khoa học đầu tiên năm 1877.
Danh pháp khoa học của loài này chưa được làm sáng tỏ. 